# Пойенберг
Пойенберг (нем. Poyenberg) — община в Германии, в земле Шлезвиг-Гольштейн. 
Входит в состав района Штайнбург. Подчиняется управлению Келлингхузен-Ланд.  Население составляет 410 человек (на 31 декабря 2010 года). Занимает площадь 8,82 км².